# Wilhelm Leyser I.

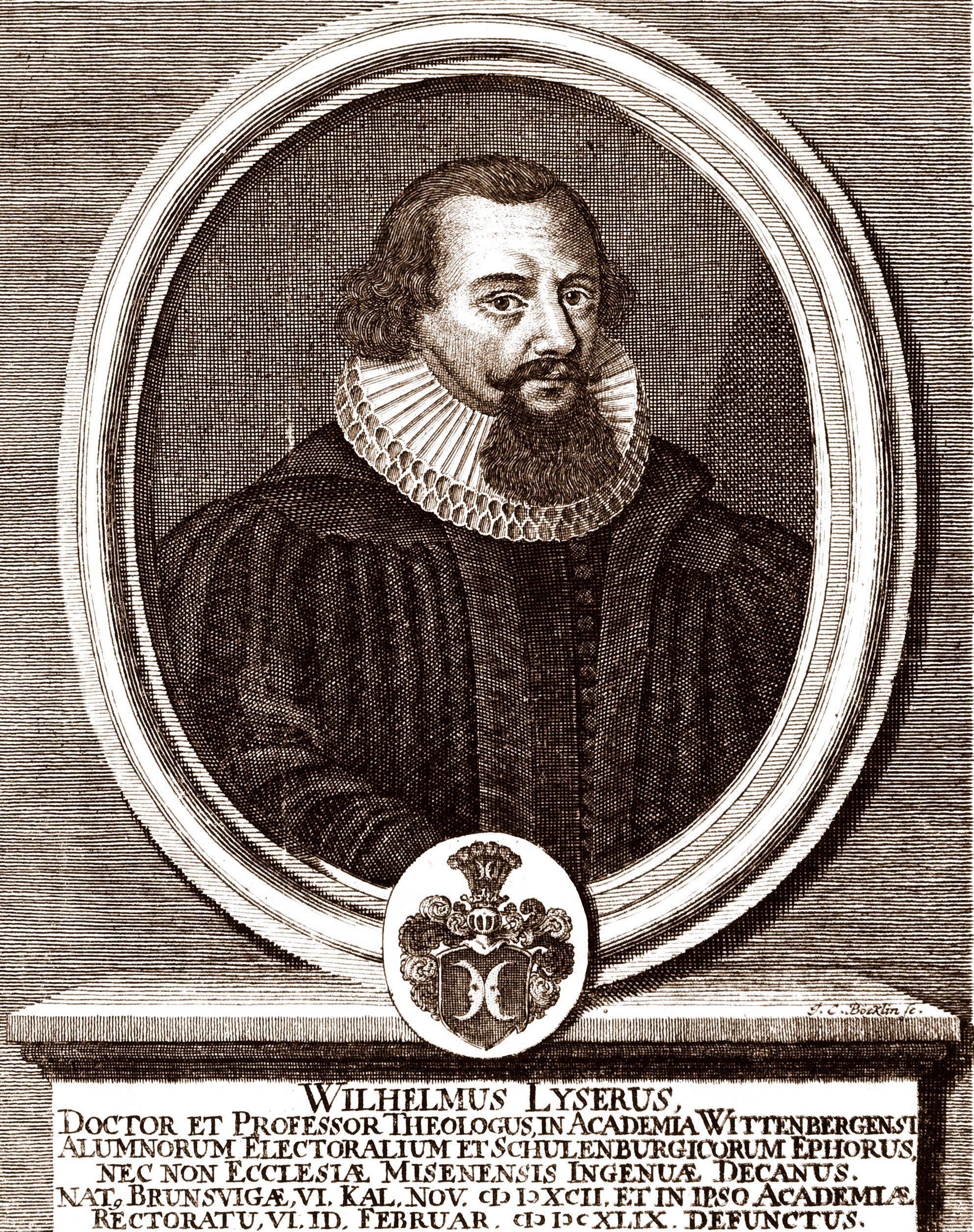
Wilhelm Leyser

Wilhelm Leyser I. (* 26. Oktober 1592 in Braunschweig; † 8. Februar 1649 in Wittenberg) war ein deutscher lutherischer Theologe.

## Leben
Wilhelm Leyser I. war der Sohn von Polykarp Leyser d. Ä. und seiner Frau Elisabeth, der Tochter des Malers Lucas Cranach d. J. In seinem zehnten Lebensjahr bezog Wilhelm bereits die Universität Wittenberg. Dort erwarb er 1610 den akademischen Grad eines Magisters der freien Künste und begann daraufhin ein Studium der Theologie. Dazu wechselte er im Jahre 1612 an die Universität Gießen, ging 1613 an die Universität Tübingen, 1615 an die Universität Straßburg und an die Universität Basel sowie an weitere Universitätsstandorten.
Nachdem er 1619 das Lizentiat der Theologie erworben hatte, bereiste er Norddeutschland, Holland, England und Frankreich. 1621 wurde er an der Universität Jena zum Doktor der Theologie promoviert und ging daraufhin als Pastor und Superintendent nach Torgau. 1627 wurde er vierter Professor an der Universität Wittenberg und verwaltete damit als Ephorus die kurfürstlichen Stipendiaten. In Wittenberg war er viermal Rektor der Universität und wurde schließlich 1646 als Domherr und 1647 Dechant nach Meißen berufen.

## Familie
Er war in erster Ehe am 11. Februar 1622 verheiratet mit Regina (* 22. Juli 1602 in Leipzig; † 30. Dezember 1631 in Wittenberg), der Tochter des kursächsischen Hof- und Justizrates Gabriel Tüntzel und seiner Frau Catharina (* 17. Dezember 1576 in Leipzig; † 22. März 1628 in Dresden), der Tochter des Leipziger Professors der Theologie Zacharias Schilter und seiner Frau Elisabeth Cantzler.
Aus der Ehe sind die Kinder bekannt:
1. Regina Leyser (* 20. September 1624 in Torgau; † 8. Oktober 1653 in Wurzen) Sie heiratet am 24. September 1650 Johann Martin Luther (1616–1669), den Urenkel von Martin Luther und Erbsassen auf Hohburg und Domherr des Stiftes Zeitz und des Kollegiatstifts Wurzen. Kinder aus dieser Ehe: Johann Wilhelm Luther (* 5. Oktober 1651 in Wurzen; † 21. Februar 1673 in Dresden) und Martin Friedrich Luther (* 1. Oktober 1653 in Wurzen; † 23. April 1655)
2. Wilhelm Leyser II. (* 24. August 1628 in Wittenberg; † 2. Mai 1689 ebenda)
3. Katharina Elisabeth Leyser (* 22. Oktober 1630 Wittenberg; † 24. Januar 1697 Wittenberg) war verheiratet mit dem Wittenberger Arzt Johann Strauch III. (* um 1620 in Dresden; † 23. Juli 1689 in Wittenberg)
4. Polycarp Leyser († 16. Juli 1626 in Torgau)
5. Gabriel Leyser (* 19. Juni 1626; † 13. April 1629 in Wittenberg)
6. Wilhelm Leyser (* Torgau; † 6. Dezember 1626 in Wittenberg)

Zweite Ehe am 3. Februar 1634 mit Katharina Bose (* 15. Dezember 1615 in Leipzig; † 30. Juni 1677 in Wittenberg), der Tochter von Kaspar Bose (1577–1650), Baumeister und Kaufmann in Leipzig und der Katharina Schreider (1578–1620). Aus dieser Ehe gingen sechs Söhne und drei Töchter hervor, von denen bekannt sind:
1. Polycarp Kaspar Leyser, (* 1. Mai 1637 in Wittenberg; † 23. März 1678 Kemberg) studierte in Wittenberg und Leipzig Theologie, Privatvorlesungen in Wittenberg, dort Magister am 13. Oktober 1659, 1674 Pfarrer und Superintendent in Seyda, 1675 Propst und Superintendent zu Kemberg
2. Gottfried Christian Leyser (* 23. September 1647 in Wittenberg; † 12. Januar 1700 ebenda), heiratete Dorothea Louisa Reiser, studierte in Wittenberg und Jena. Reiste von 1680 bis 1691 durch Europa, 1678 Lic jur., war Erbherr von Rothemark und ist begraben in der Stadtkirche von Wittenberg.
3. Caspar Leyser (* 29. Januar 1635 in Wittenberg; † 30. März 1635 ebenda)
4. Friedrich Leyser (* 12. Januar 1636 in Wittenberg; † 20. Juli 1636 ebenda)
5. Johann Wilhelm Leyser (* 22. August 1639 in Wittenberg; † 4. Februar 1695 in Naumburg an der Saale); Juwelier und Ratsherr, verheiratet mit Dorothea Krügelstein (1651–1735), Tochter des Goldschmiedemeisters Peter Krügelstein (1605–1684). Vier Töchter und drei Söhne.
6. Christian Friedrich Leyser (* 4. August 1643 in Wittenberg)
7. Sophia Elisabeth Leyser (* 8. Juni 1638 in Wittenberg; † 11. Januar 1694 in Arnstadt), war verheiratet mit dem Superintendenten von Arnstadt Jakob Tentzel (* Greußen 1. August 1630; † Arnstadt 25. März 1685, ) . Sechs Söhne und vier Töchter.
8. Anna Maria Leyser (* 4. August 1641 in Wittenberg; † 1677), war verheiratet mit dem gräflichen Rat und Hofmeister Paul Conrad Pichel, Inhaber der Grafschaft Creyenstein.
9. Catharina Leyser (* 20. Juni 1645 in Wittenberg; gest. nach Taufe begr. 25. Juni)

## Werke
- Disputationum Carechetico Postillarium decas. Hake, Wittenberg 1629. (Digitalisat)
- Necessaria depulsio duarum gravissimarum accusationum, quibus Jesuitae Augustanae Confessionis ecclesias calumniose onerare non erubescunt, ac si Papam dicendo Antichristum, 1. Rom. Imperium, caesar. maiestatem, caeterosque status catholicos. Haken, Wittenberg 1630. (Digitalisat)
- Disquisitio de Praedestinatione Helwig, Wittenberg 1636. (Digitalisat)
- Summarium Locorum theologicorum e Sacra Scriptura concinnarum et notis accuratissimis auctum. Henckel, Wittenberg 1642  (und öfter). (Digitalisat)
- Aphorismi ex epistola ad Hebraeos. Wendt, Wittenberg 1643. (Digitalisat)
- Disputationes evangelicae in Euangelium Ioannis
- Trifolium verae religionis V. T., adamiticae, abrahamiticae, israeliticae, iuxta unifolium religionis lutheranae consideratum. Wendt, Wittenberg 1647. (Digitalisat)
- Examen libelli cuiusdam, cuius ridicula insriptio est Kauff mich Dir, Das ist: Gründlicher, warhafftiger Unterricht von der Communion und Niessung hochheiligen Sacraments unter. Hake, Wittenberg 1630. (Digitalisat)
- Disp. De Lutheri ad Ministerium er Reformationem legitimia Vocatione.[2]
- De Prophetis. (Resp. Johannes Meisner) Wendt, Wittenberg 1644. (Digitalisat)
- Dissertatio Theologica De Iustificatione Non Ex Lege, Sed Ex Fide Jesu Christi, Ex Philipp. III, v. 9. Tanquam causa Instrumentali iustificationis ex parte Hominis, et causa formali eiusdem. (Resp. Christian Jentzsch) Schrödter, Wittenberg 1712. (Digitalisat)
- De Christo patiente ex Es.
- De Miraculis Christi, Ex Evangelio Dom. XII. Post Trinitatis Marc. 7. Röhner, Wittenberg 1646. (Digitalisat)
- De genealogia Christi (Resp. Friedrich Kirnmann) Haken, Wittenberg 1629. (Digitalisat)
- De Coena Domini
- Jesus Christus mediator Dei et hominum omnium unicus. (Resp. Abraham Heyse) Wendt, Wittenberg 1648. (Digitalisat)
- De Adamao miserriomo Christi patientis Typo
- Disputatio Theologica De Resurrectione Jesu Christi Eiusque Antecedentibus ex dicto Paulino I. Cor. 15. v. 3. & 4. (Resp. Enoch Himmel) Wendt, Wittenberg 1636. (Digitalisat)
- De Justificatione Caussa instrumentali et formali
- De Communicatione Idiomatum : Fer. III. Natal. Ex Evangelio Joh. 1. Hake, Wittenberg 1628.
- Theses Theologicae, De Quaestione: An Ecclesiae Regimen Sit Monarchicum. (Resp. Johann Adam Steinheuer) Gormann, Wittenberg 1628. (Digitalisat)